# Włodzimierz Łuczkiewicz

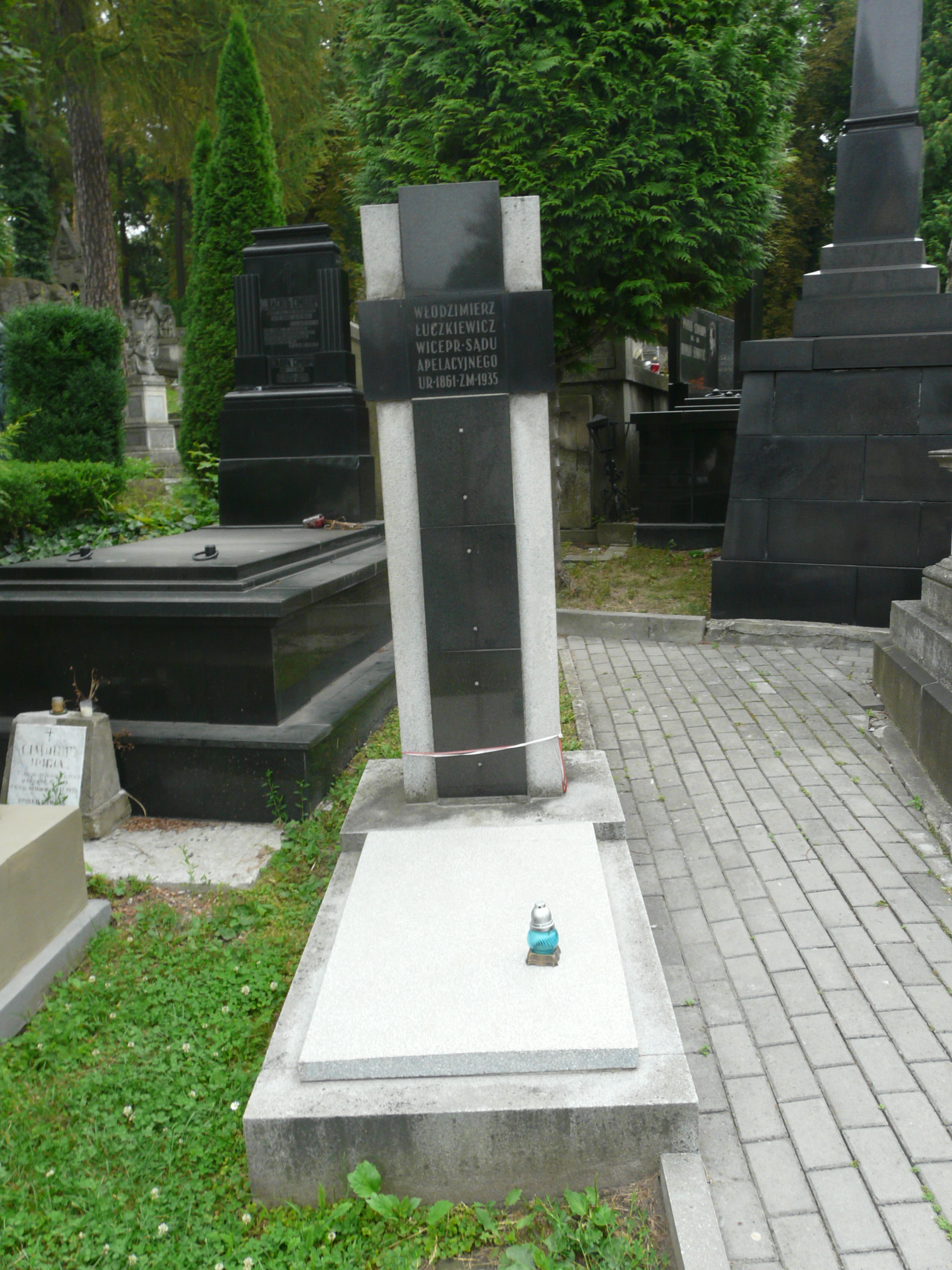
Nagrobek na cmentarzu Łyczakowskim we Lwowie.

Włodzimierz Łuczkiewicz (ur. 1861, zm. 1935) – polski prawnik, sędzia. Wiceprezes Sądu Apelacyjnego we Lwowie. 

## Życiorys
Syn Piotra Nikandera Łuczkiewicza i Józefy z domu Szajnok.
Uczył się w C. K. Gimnazjum im. Franciszka Józefa we Lwowie, gdzie w 1878 zdał egzamin dojrzałości (w jego klasie był m.in. Wilhelm Bruchnalski). Ukończył studia prawnicze. Uzyskał stopień doktora. Wstąpił do służby w sądownictwie Austro-Węgier. Pełnił urząd prezydenta Sądu Krajowego we Lwowie.
Po odzyskaniu przez Polskę niepodległości wstąpił do służby II Rzeczypospolitej. W lipcu 1919 został wybrany I wiceprezesem Towarzystwa Prawniczego we Lwowie. Został prezesem Sądu Okręgowego (cywilnego) we Lwowie. Później pełnił funkcję wiceprezesa Sądu Apelacyjnego we Lwowie. Z tej funkcji z dniem 30 listopada 1925 został przeniesiony w stan spoczynku.
2 maja 1923 został odznaczony Krzyżem Komandorskim Orderu Odrodzenia Polski „za wieloletnią i gorliwą pracę zawodową”.
Jego żoną była Leokadia z domu Nikisch, z którą miał synów i córkę Marię, która została żoną Jędrzeja Giertycha.
Zmarł w 1935 roku. Pochowany na Cmentarzu Łyczakowskim we Lwowie.